# اعتقالات سبتمبر 1981 في مصر
اعتقالات سبتمبر (والتي بدأت يوم 3 سبتمبر 1981 هي مجموعة اعتقالات سياسية قام بها الرئيس المصري آنذاك محمد أنور السادات من أجل قمع السياسيين المعارضين لاتفاقية كامب ديفيد. اعتُقل ما يزيد عن 1536 من رموز المعارضة السياسية في مصر إلى جانب عدد من الكتاب والصحفيين ورجال الدين، والغاء إصدار الصحف المعارضة.

## خطاب السادات 5 سبتمبر
عقب حملة الاعتقالات وقف الرئيس محمد أنور السادات. في مجلس الشعب والقى بيان إلى الامة، وقال ان هناك فئة من الشعب تحاول إحداث الفتنة الطائفية، وأن الحكومة حاولت نصح تلك الفئة أكثر من مرة، وأن الآونة الأخيرة شهدت أحداثا هددت وحدة الوطن واستغلتها تلك الفئة وسلكت سبيل العنف وتهديد الآمنين، أو حاولت تصعيد الأحداث، الأمر الذي استلزم إعمال المادة 74 من الدستور المصري والتي تنص علي أن لرئيس الجمهورية إذا قام خطر يهدد الوحدة الوطنية أو سلامة الوطن أو يعوق مؤسسات الدولة عن أداء دورها الدستوري أن يتخذ الإجراءات السريعة لمواجهة هذا الخطر، ويوجه بياناً إلي الشعب ويجري الاستفتاء علي ما اتخذه من إجراءات خلال ستين يوماً من اتخاذها. جاء في القرار حظر استغلال الدين لتحقيق أهداف سياسية أو حزبية، والتحفظ على بعض الأشخاص المشاركين في «تهديد سلامة الوطن باستغلال الأحداث الجارية، التحفظ على أموال بعض الهيئات والمنظمات والجمعيات التي فعلت الشيء نفسه، حل جمعيات مشهرة إذا هددت سلامة الوطن، إلغاء التراخيص الممنوحة بإصدار بعض الصحف والمطبوعات مع التحفظ على أموالها ومقارها، نقل بعض أعضاء هيئة التدريس والجامعات والمعاهد العليا الذين قامت «دلائل جدية علي أنهم مارسوا نشاطاً له تأثير ضار في تكوين الرأي العام، أو تربية الشباب أو هدد الوحدة الوطنية أو السلام الاجتماعي أو سلامة الوطن»، نقلهم إلي الوظائف التي يحددها الوزير، وكذا نقل بعض الصحفيين وغيرهم من العاملين في المؤسسات الصحفية القومية وبعض العاملين في اتحاد الإذاعة والتليفزيون والمجلس الأعلى للثقافة الذين قامت دلائل جدية علي أنهم مارسوا العمل نفسه.

### المعتقلين
شملت حركة الاعتقالات أكثر من ألف وخمسمائة شخصية سياسية ودينية إسلامية ومسيحية
| - أبو العز الحريري. - أحمد المحلاوي. - البابا شنودة الثالث (عُزل من منصبه ونُفي إلى وادي النطرون)، وستة عشر أسقفاً من قيادات الكنيسة القبطية الأرثوذكسية. - جابر عصفور. - حافظ سلامة. - حسن حنفي. - حلمي مراد. - حمدين صباحي. - خالد الكيلاني - سيد البحراوي. - شاهندة مقلد. | - صافيناز كاظم. - صبري المتولي. - صلاح عيسى. - عبد الحميد كشك - عبد المحسن طه. - عبد المنعم أبو الفتوح. - عصمت سيف الدولة. - عبد المنعم تليمة. - عمر التلمساني مع 17 من قيادات الإخوان المسلمين في مصر. - عواطف عبد الرحمن. - رشدي سعيد - فتحي رضوان. | - فريدة النقاش. - فؤاد سراج الدين. - لطيفة الزيات. - محمد حبيب. - محمد حسنين هيكل. - محمد عبد القدوس. - مصطفى بكري. - ميلاد حنا. - نوال السعداوي. |